# Луке (Пале)
Луке су насељено мјесто у општини Пале, Република Српска, БиХ. Према попису становништва из 1991. у насељу је живјело 20 становника.
Овдје се налази Црква Светог Илије на Требевићу.

## Становништво
| Националност       | 1991. | 1981. | 1971. | 1961. |
| Срби               | 20    | 37    | 60    | 149   |
| остали и непознато |       |       |       | 1     |
| Укупно             | 20    | 37    | 60    | 150   |

| Демографија | Демографија | Демографија |
| Година      | Становника  | Становника  |
| ----------- | ----------- | ----------- |
| 1961.       | 150         |             |
| 1971.       | 60          |             |
| 1981.       | 37          |             |
| 1991.       | 20          |             |